# Phareicranaus giganteus
Phareicranaus giganteus is een hooiwagen uit de familie Cranaidae.